# Rhabdomastix hynesi
Rhabdomastix hynesi är en tvåvingeart som beskrevs av Alexander 1966. Rhabdomastix hynesi ingår i släktet Rhabdomastix och familjen småharkrankar. Inga underarter finns listade i Catalogue of Life.